# W بارسلون
هتل W بارسلون، که در میان مردم به هتل بادبان هم شناخته می‌شود، هتلی در منطقه بارسلوناتا شهر بارسلون است. این هتل، یکی از شعب هتل‌های زنجیره‌ای W است.
ساختمان هتل توسط ریکاردو بوفیل، معمار بارسلونی در ۲۹ طبقه و ۹۹ متر ارتفاع طراحی شده و در زمینی به وسعت ۷ هکتار قرار گرفته است. ساختمان این هتل از نظر شکل با برج العرب در دبی، امارات متحده عربی دارای شباهت است.
این هتل شش ستاره و شامل ۴۷۳ اتاق، ۶۷ سوئیت، ۴۰۰ کارمند، یک بار واقع در پشت بام، مرکز اسپا و تناسب اندام، استخرهای سرپوشیده و روباز، تراسها، سواحل، رستوران‌ها، اتاق‌های رقص و سایر امکانات است. این هتل همچنین دارای یک رستوران با هدایت سرآشپز ستاره کارلز آبلان است.